# Cantharellus jebbi
Cantharellus jebbi е вид корал от семейство Fungiidae. Видът не е застрашен от изчезване.

## Разпространение и местообитание
Разпространен е в Австралия, Вануату, Гуам, Индонезия, Малайзия, Микронезия, Палау, Папуа Нова Гвинея, Северни Мариански острови, Соломонови острови, Фиджи и Филипини.
Обитава океани, морета и рифове.